# 維夫恰爾內
48°3′8″N 35°33′51″E / 48.05222°N 35.56417°E
維夫恰爾內（烏克蘭語：Вівчарне）是位於烏克蘭東南部的村莊，由扎波羅熱州扎波羅熱区的巴甫利夫斯凱市鎮負責管轄。該村距離新烏克蘭卡2公里，始建於1929年，面積0.343平方公里。